# بخش گراندسون

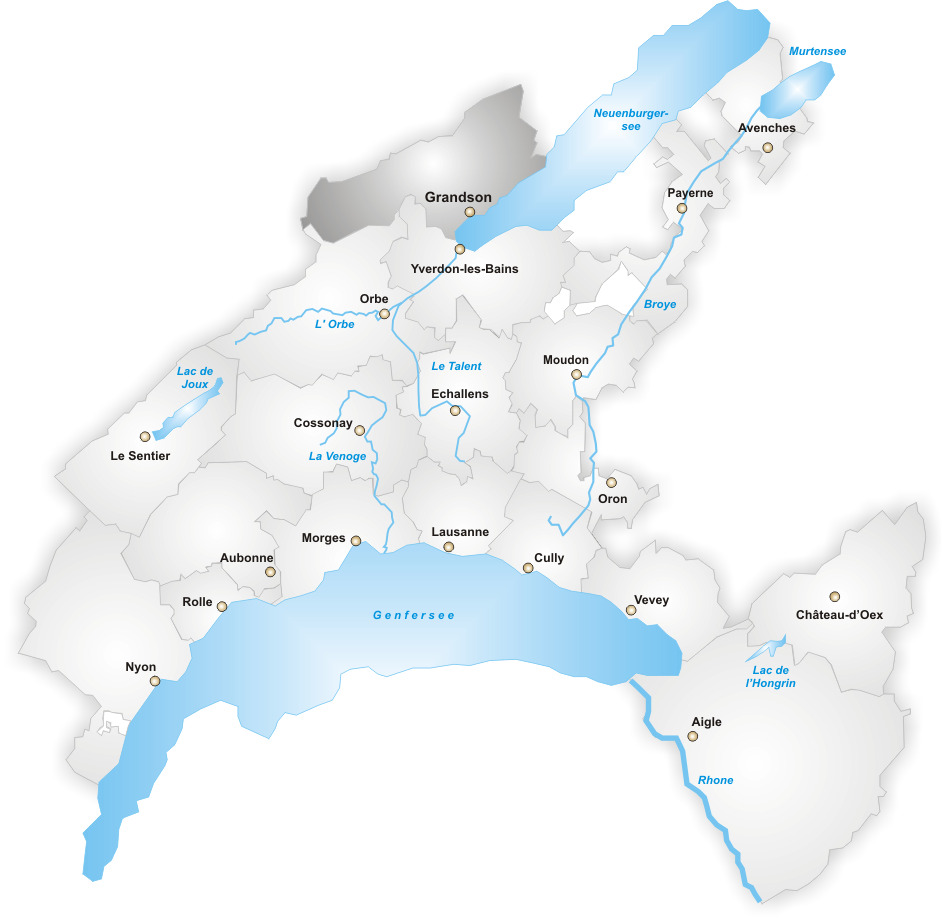
نقشه بخش گراندسون

بخش گراندسون یکی از بخشهای ایالت وو  در کشور سوئیس است.